# Neuroleon signatus
Neuroleon signatus är en insektsart som först beskrevs av Navás 1917.  Neuroleon signatus ingår i släktet Neuroleon och familjen myrlejonsländor. Inga underarter finns listade i Catalogue of Life.